# Grynoma diluta
Grynoma diluta es una especie de coleóptero de la familia Trogossitidae.

## Distribución geográfica
Habita en Nueva Zelanda.